# Montserrat Mechó Cunillera
Montserrat Mechó Cunillera (Barcelona, 22 d'octubre de 1933) és una nedadora i paracaigudista catalana.
Des de jove practicà la natació sincronitzada i els salts al Club Natació Barcelona, i el 1951 obtingué el títol de campiona d'Espanya de salts. Posteriorment, l'any 1980 passà a practicar el paracaigudisme, i competí internacionalment a partir del 1993 en freestyle (figures acrobàtiques). Disputà dos Campionats del Món a Empuriabrava, el 1995 i 2002, dos Jocs dels Esports, el 1997 i el 2001, i els primers Jocs Aeris Mundials el 1997. Des que va començar a saltar, en complir els 49 anys, ha realitzat 934 salts. Explica que l'esport l'ha ajudat a superar les adversitats, com la pèrdua d'un fill, la separació del seu marit o sobreviure amb una pensió de tres-cents euros al mes.